# Vitspröding
Vitspröding (Psathyrella candolleana) är en svampart som först beskrevs av Elias Fries, och fick sitt nu gällande namn av René Charles Maire 1913. Vitspröding ingår i släktet Psathyrella och familjen Psathyrellaceae.  Arten är reproducerande i Sverige. Inga underarter finns listade i Catalogue of Life.

## Källor

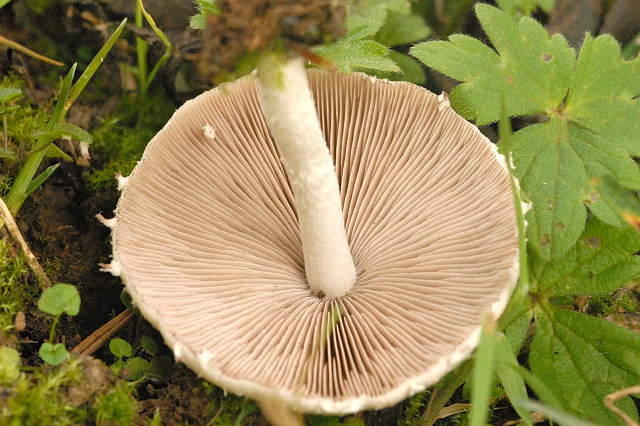
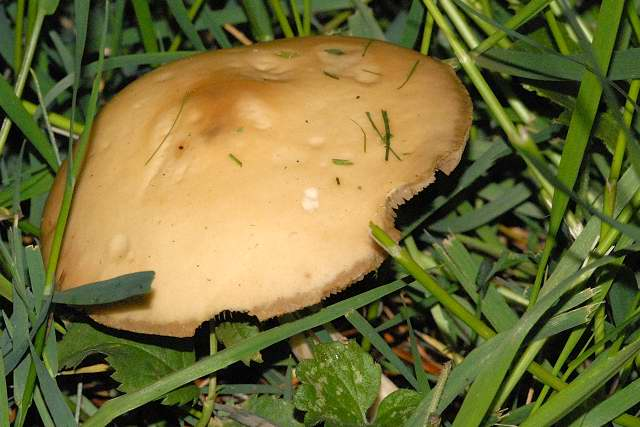
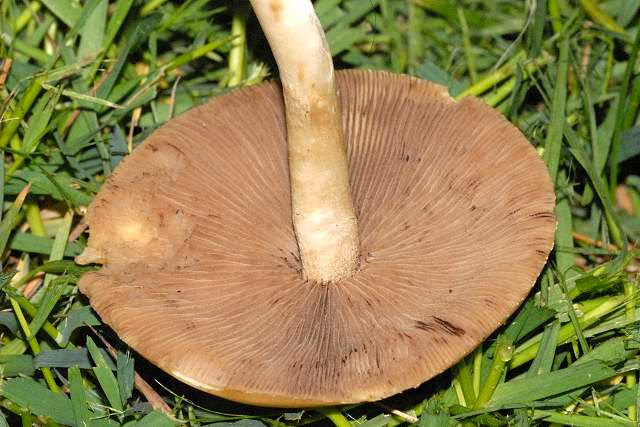
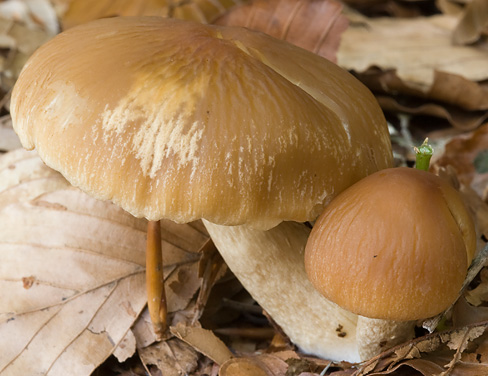
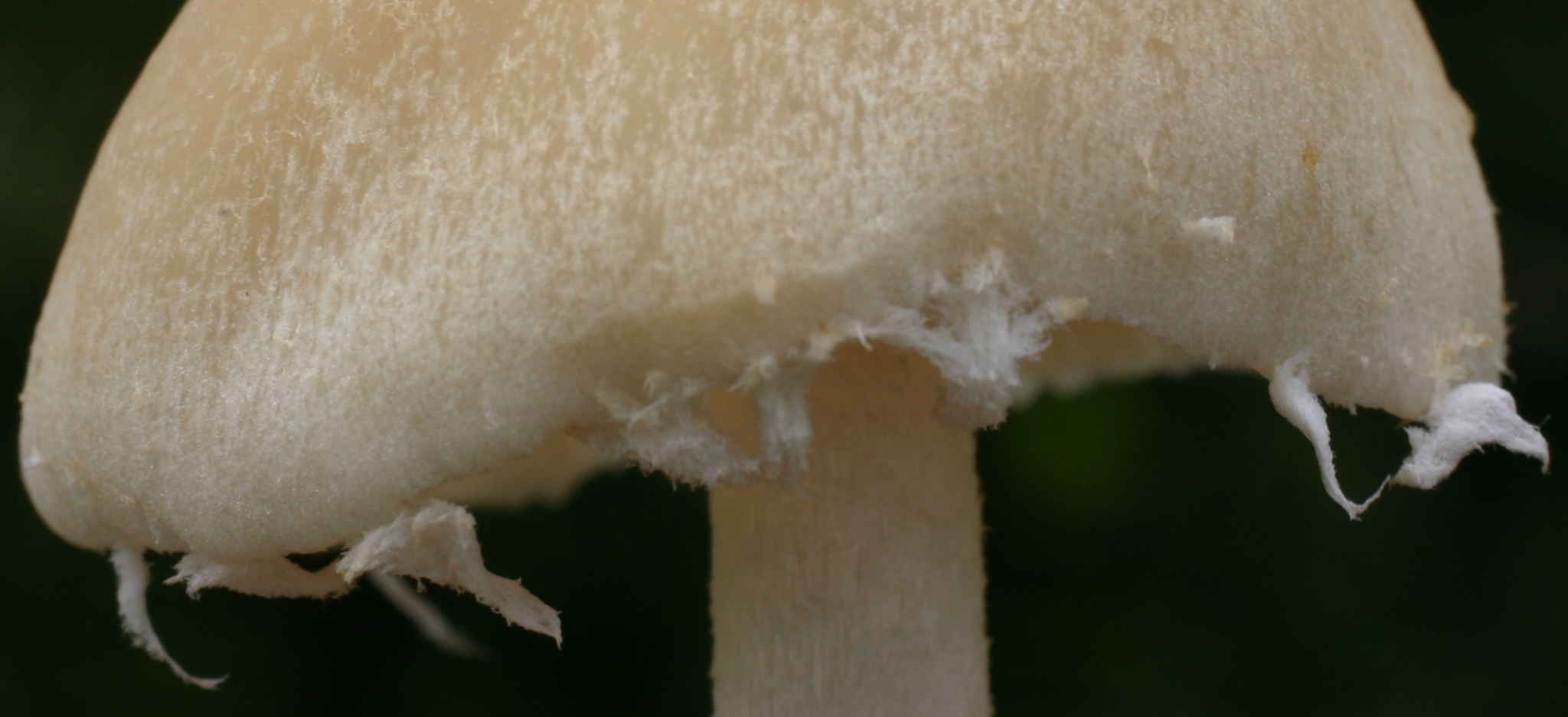
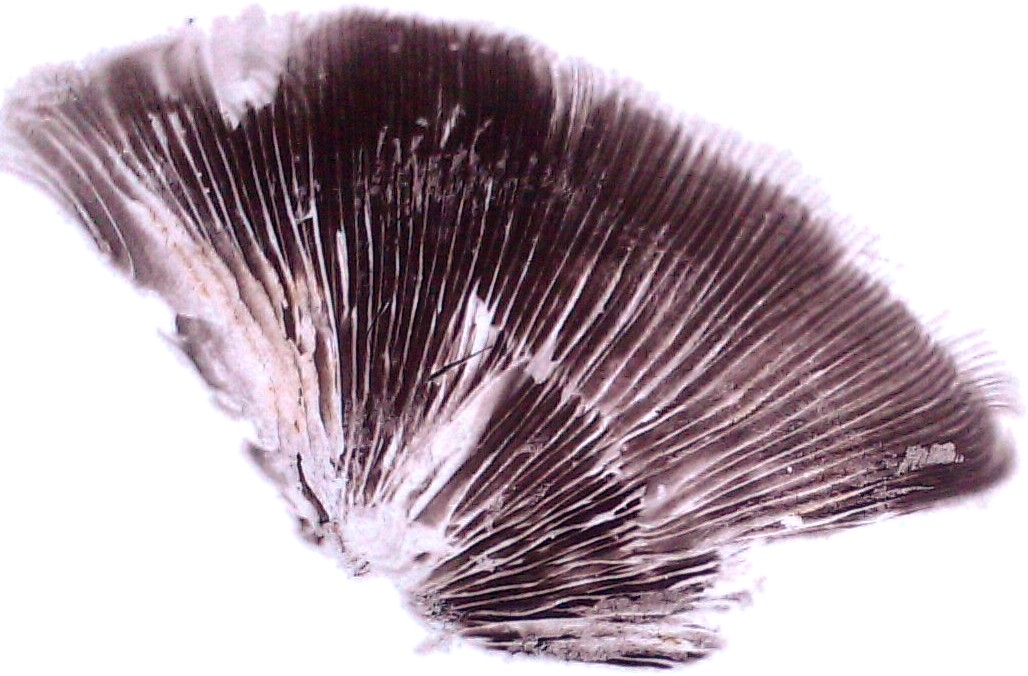
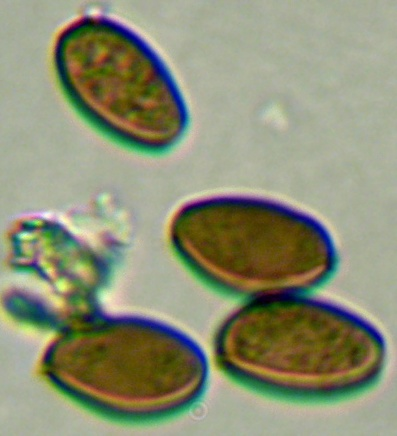
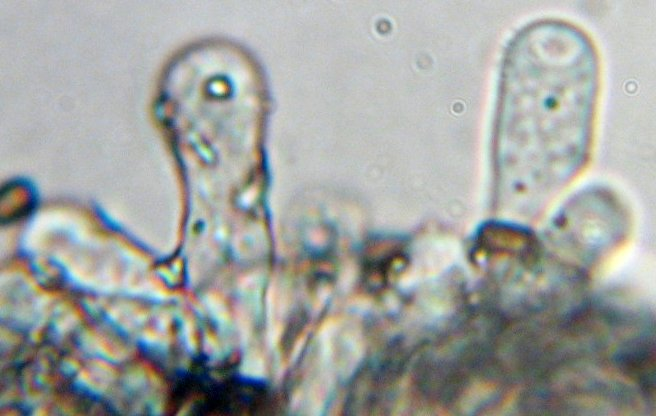